# Романо Шмид
Романо Шмид је аустријски професионални фудбалер који игра на позицији офанзивног везног за бундеслигашки клуб Вердер Бремен и репрезентацију Аустрије.

## Играчка каријера

### Клубови
У јануару 2019. Шмид се придружио Бундеслигашу Вердеру из Бремена. Исте године, 5. фебруара, послат је на позајмицу у Волфсбергер АК до краја сезоне. У априлу 2022. договорио је продужење уговора са Вердером из Бремена.

### Репрезентација
Дана 22. септембра 2022, Шмид је дебитовао за сениорски тим Аустрије у поразу од 2-0 против Француске у УЕФА Лиги нација 2022-23.
Дана 7. јуна 2024. изабран је у тим од 26 играча за УЕФА Еуро 2024. а 25. јуна постигао је свој први гол за репрезентацију у победи над Холандијом резултатом 3–2 током последње утакмице групне фазе европског такмичења, помажући својој земљи да обезбеди прво место у својој групи.